# Hartmut Zwicker
Hartmut Zwicker (* 4. Juli 1924 in Plauen; † 10. November 1986 in Stuttgart) war ein deutscher Physiker und von 1974 bis 1986 Professor für Plasmaforschung an der Universität Stuttgart. Von 1980 bis zu seinem Tod war er Rektor dieser Hochschule.

## Leben und Wirken
Hartmut Zwicker war der Sohn des Zollinspektors Rudolf Zwicker. Nach Wehrdienst und Kriegsgefangenschaft studierte er 1947–1952 Physik an der Universität Göttingen und der TH Hannover. 1956 promoviert, habilitierte er sich 1962 in Hannover und war an 1965 am Max-Planck-Institut für Plasmaphysik in Garching und an der TU München tätig.
1974 erhielt er den Ruf Stuttgarts als Ordinarius und Direktor des Instituts für Plasmaforschung.
Nach nur fünf Jahren wurde Zwicker Anfang 1980 mit großer Mehrheit zum Rektor der Universität gewählt. Er wurde dreimal wiedergewählt, starb aber 1986 am Beginn seiner vierten Amtsperiode.